# Claudio Galli
Claudio Galli (Milano, 12 luglio 1965) è un ex pallavolista italiano.

## Biografia

### Giocatore

#### Club

Da sinistra: Zorzi, Galli e Dvorak al Gonzaga Milano nella stagione 1990-91; sullo sfondo, Bertoli.

Dopo avere giocato tra Serie B e Serie A2 con il Milano Vittorio Veneto, squadra dell'omonimo liceo milanese, esordì in Serie A1 nella stagione 1984-85 con i concittadini del Gonzaga Milano, che ne avevano acquisito il titolo sportivo; con la squadra biancorossa vinse il suo primo trofeo, la Coppa CEV del 1987.
Quando il club fu travolto da una crisi economica, Galli passò al Parma con cui vinse lo scudetto 1989-90, una Coppa Italia, tre Coppe delle Coppe, due Supercoppe europee e un mondiale per club. Con la rinascita del Gonzaga, nel frattempo entrato nella Polisportiva Mediolanum, tornò in Lombardia all'inizio della stagione 1990-91 vincendo altri 2 mondiali di club e una Coppa delle Coppe.
Dopo il secondo periodo milanese passò al Cuneo dove rinfoltì il suo palmarès con le vittorie di una Coppa Italia, una Coppa CEV, 2 Coppe delle Coppe, 2 Supercoppe europee e una Supercoppa italiana; abbandonò una prima volta la pallavolo nel 1998, per poi tornare sui suoi passi e scendere in campo ancora per una stagione, con il Parma, nel campionato 1999-00.
Giocò anche a beach volley partecipando a una tappa del World Tour, e rappresentando l'Italia in una tappa del circuito europeo nel 1994; nello stesso anno arriva secondo al campionato italiano in coppia con Antonio Babini.

#### Nazionale
Esordì in nazionale ad Aosta il 18 marzo 1986, nella partita vinta dall'Italia contro l'Argentina per 3-2. Vi giocò fino al 1996, facendo parte della cosiddetta generazione di fenomeni con cui collezionò oltre 200 presenze.

### Dopo il ritiro
Commenta come parte tecnica alcune partite della Superlega maschile e della A1 femminile per Rai Sport. Milita inoltre nella nazionale Over 40 con cui ha vinto 2 Campionati Europei Veterans (2007 e 2009).
Nel 2011 scrive la prefazione del libro Visto da dentro dell'ex compagno di squadra Carlo Alberto Cova sulla storia della squadra di Parma, di cui Claudio Galli è stato capitano per due anni.
Nel maggio 2020 pubblica il libro In viaggio con i fenomeni dove illustra i segreti che, a suo dire, hanno caratterizzato il gruppo di pallavolisti della nazionale italiana degli anni 90, ribattezzata generazione di fenomeni. Nello stesso anno, in novembre è tra i protagonisti del documentario Il Grande Slam - Generazione di fenomeni, incentrato per l'appunto sul Grande Slam conseguito dal Parma nella stagione 1989-90.

## Palmarès

Galli solleva per il Parma il trofeo del Campionato mondiale per club FIVB 1989

### Club
- Campionato italiano: 1

1989-90
- Coppa Italia: 2

1989-90, 1995-96
- Supercoppa italiana: 1

1996
- Coppa delle Coppe: 6

1987-88, 1988-89, 1989-90, 1992-93, 1996-97, 1997-98
- Coppa CEV: 2

1986-87, 1995-96
- Supercoppa europea: 4

1989, 1990, 1996, 1997
- Campionato mondiale per club: 3

1989, 1990, 1992

### Individuale
- 1990 - Mondiale per club: MVP

## Opere
- In viaggio con i fenomeni. L'era d'oro del volley italiano raccontata da uno dei protagonisti, Gianluca Iuorio Urbone Publishing, 2020, ISBN 9788832230239.